# Mufulira Wanderers Football Club
Maillots
Actualités
Le Mufulira Wanderers Football Club est un club zambien de football basé à Mufulira.

## Histoire
Le club participe à trois reprises à la Coupe d'Afrique des clubs champions, en 1977, 1979 et 1996. Il est demi-finaliste de cette compétition en 1977.
Il participe également à trois reprises à la Coupe des coupes en 1975, 1978 et 1985. Il est demi-finaliste de cette compétition en 1975 et 1978.
Enfin, il dispute la Coupe de la CAF en 2002.

## Palmarès
- Championnat de Zambie (9)
  - Champion : 1963, 1965, 1966, 1967, 1969, 1976, 1978, 1995, 1996

- Coupe de Zambie (10)
  - Vainqueur : 1965, 1966, 1968, 1971, 1973, 1974, 1975, 1976, 1988, 1995
  - Finaliste : 1977, 1978